# Évêché titulaire d'Horta
L'évêché titulaire d'Horta (latin : Dioecesis Hortensis, italien : Orta) est un siège titulaire de l'Église catholique. Horta est assimilée à la ville de Srâ-Orta dans l'actuelle Tunisie.
Le titulaire actuel du siège est Fidelis Fernando (en), depuis le 28 novembre 2011, précédé par Darwin Rudy Andino Ramírez (es) et Paul Marcinkus.